# Paolo Tibaldi
Pour les articles homonymes, voir Tibaldi.
Paolo Tibaldi, né le 26 janvier 1824 à Plaisance (Italie), mort le 17 janvier 1901 à Rome, est un ouvrier opticien, militaire, carbonaro et révolutionnaire italien.

## Source
- (it) TIBALDI, Paolo, Dizionario Biografico degli Italiani - Volume 95 (2019) - Istituto dell'Enciclopedia italiana